# Cosquín
Cosquín es una ciudad del oeste de la provincia de Córdoba, Argentina, en pleno Valle de Punilla, a 46 km de la capital provincial.
Es cabecera del departamento Punilla, al pie de las Sierras Chicas. Su centro histórico se encuentra a pocos kilómetros al noroeste de la ciudad misma, a orillas de la naciente del río homónimo. Se encuentra al pie del Cerro Pan de Azúcar, llamado también «Supaj Nuñu». Esta expresión proviene del quechua y se suele traducir como «Seno de Virgen» ya que Ñuñu sugiere el pecho mamario, pues el perfil de este cerro, evoca la imagen de esa parte del cuerpo humano femenino, observado desde el suroeste o desde el noreste. Otras versiones sugieren que la palabra "Supaj" no existe en el idioma quechua, siendo supay el vocablo más cercano, deidad de las religiones andinas que los españoles asociaron al diablo cristiano. Por lo que la traducción correcta sería "seno del diablo", concepto que en la Edad Media se asociaba a las brujas.

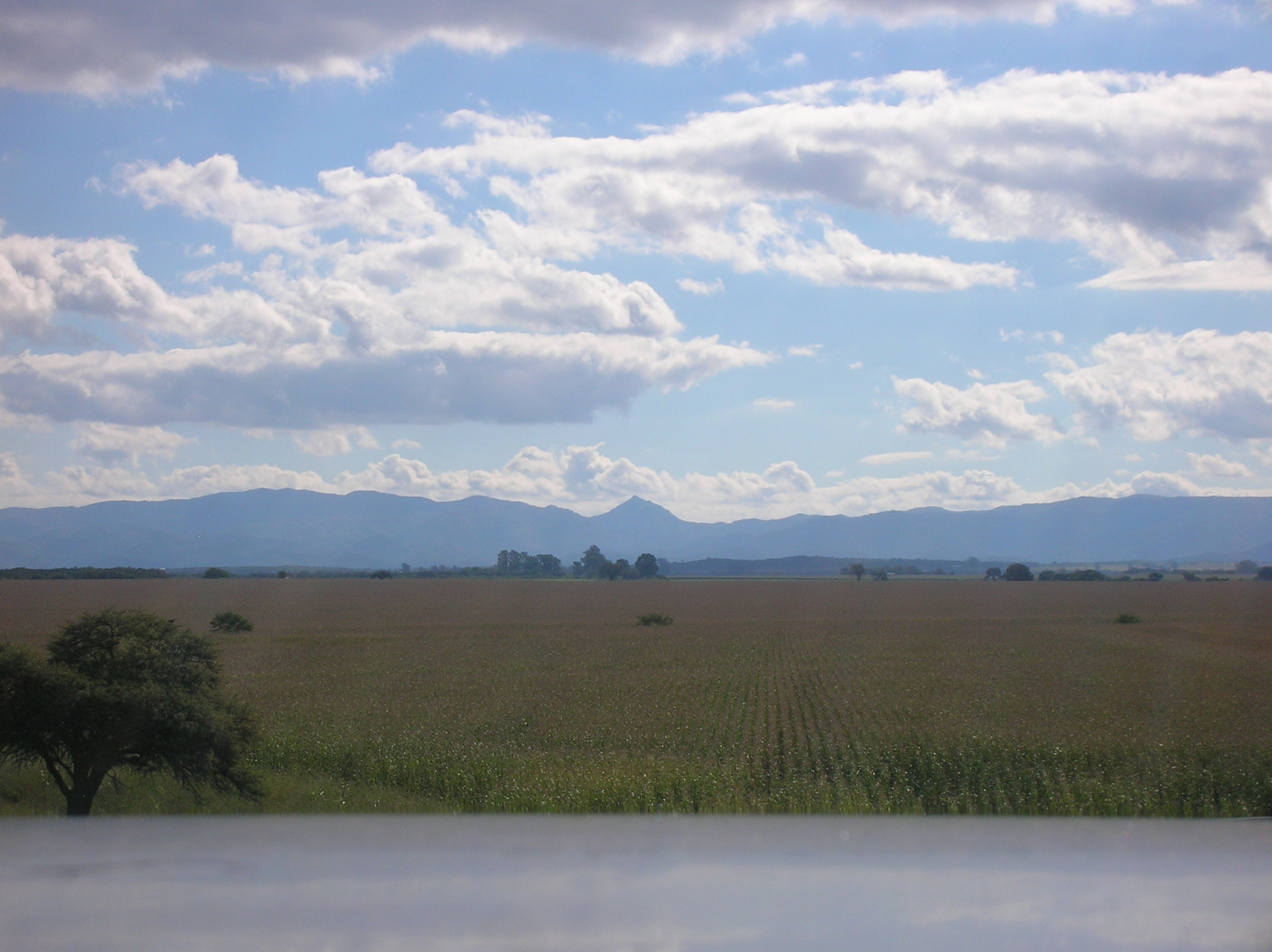
Vista del cerro Pan de Azúcar desde el noreste, sobre la Ruta Nac. n.° 9 Norte.

La ciudad de Cosquín es un importante centro turístico de la provincia de Córdoba. Se accede por RN 38, desde la ciudad de Bialet Massé. 
Está comunicada con la ciudad de Córdoba, y también lo estaba años atrás con la ciudad de Cruz del Eje, por un ferrocarril de trocha angosta inaugurado en 1900 llamado Tren de las sierras, pero cuyos servicios habían sido suspendidos desde 1977. En la actualidad, este medio de transporte, hace el recorrido Ciudad de Córdoba - Cosquín y Cosquín - Valle Hermoso. Aunque existen planes para recuperar su recorrido original hasta Cruz del Eje, todavía no se han materializado. El servicio es prestado por Trenes Argentinos con una tarifa muy económica.
La ciudad de Cosquín posee cámpings y balnearios a lo largo de la costa del río homónimo. Su fiesta patronal se celebra el 7 de octubre, y la patrona de esta ciudad es la Virgen Nuestra Señora del Rosario.
Desde los años 60, el evento turístico más importante de la ciudad y de todo el Valle de Punilla, es el Festival Nacional de Folklore. Evento que desarrolla durante 9 noches consecutivas (las Nueve Lunas Coscoínas), generalmente, durante la última semana de enero en la plaza Próspero Molina. Este evento que se realiza desde 1961 le ha dado a la ciudad el título de «Capital Nacional del Folklore». Asimismo, también se realizaban importantes recitales de rock «El Cosquín Rock», tras haber sustituido a festival similar en la vecina ciudad de La Falda, pero que desde el año 2004, se desarrolló en la comuna de San Roque, a pocos kilómetros de Cosquín, hasta que finalmente se lo comenzó a llevar a cabo, en la vecina localidad de Santa María de Punilla.

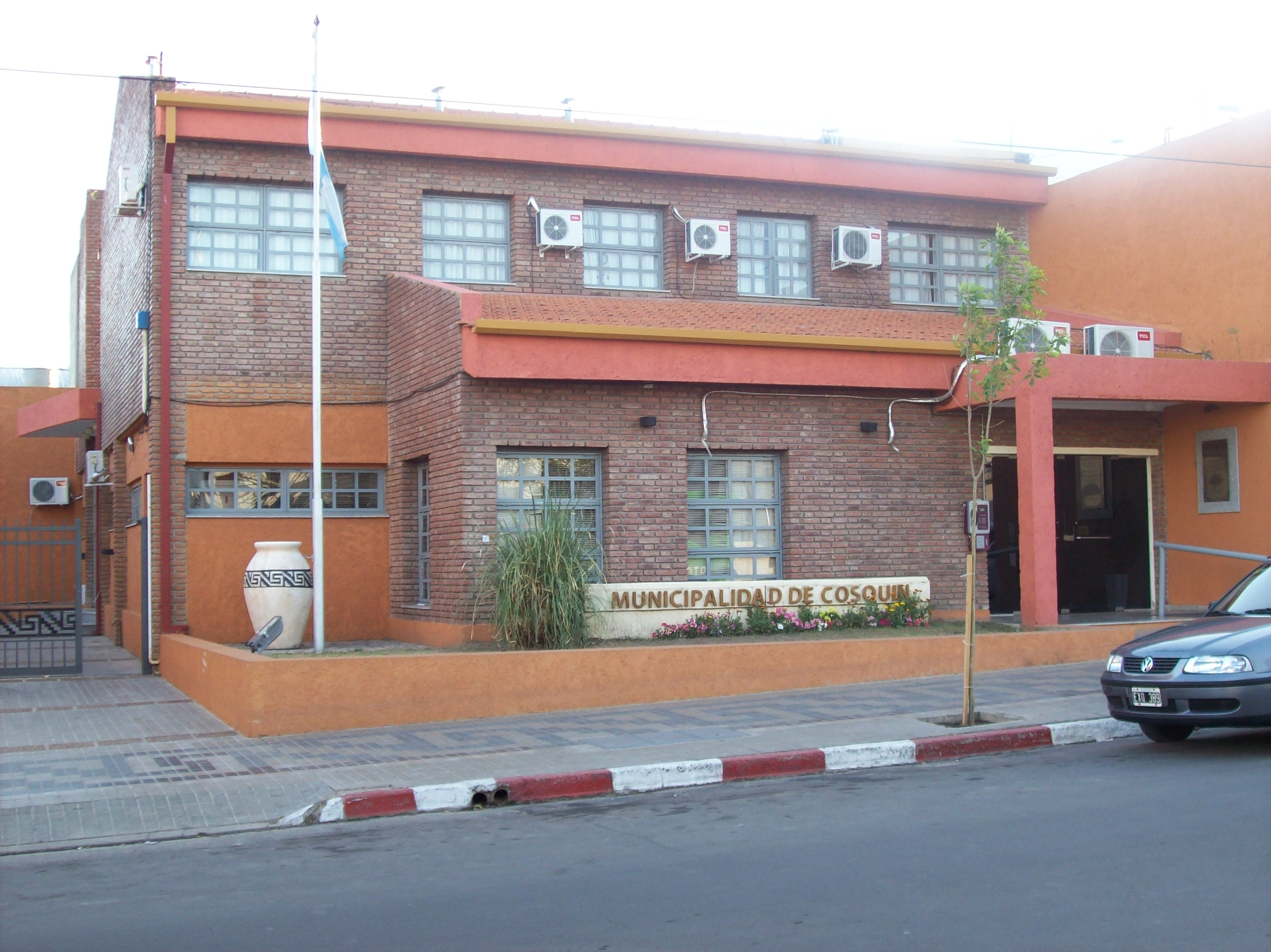
Edificio de la Municipalidad de Cosquín.

## Historia

### Período precolombino
A la llegada de los españoles en el XVI, la zona estaba habitada por el pueblo indígena Cami (Camiares) a los que luego llamaron comechingones. Este territorio era llamado «Quizquizacate, Quizqui son las Tunas(frutito) chiquitas y Zacate es pueblo en lengua antigua (Camiare /Kakan).
Se produce  la unión de los ríos Yuspe y San Francisco, que dan origen al río que da nombre a la ciudad). Una referencia de este período, es una piedra en el «Balneario San Buenaventura»: la Piedra Pintada —con petroglifos y jeroglíficos—, las pinturas y grafos datan de 6000  a. C.[cita requerida]. Los últimos estudios de ADN del Cerro Colorado dicen que es un grupo no Andino, quienes habitaban  la zona antes de los camichingones, aunque se la considera Kakanes, integrante de las prehistóricas culturas de Ongamira y Ayampitín.

### Cosquín colonial

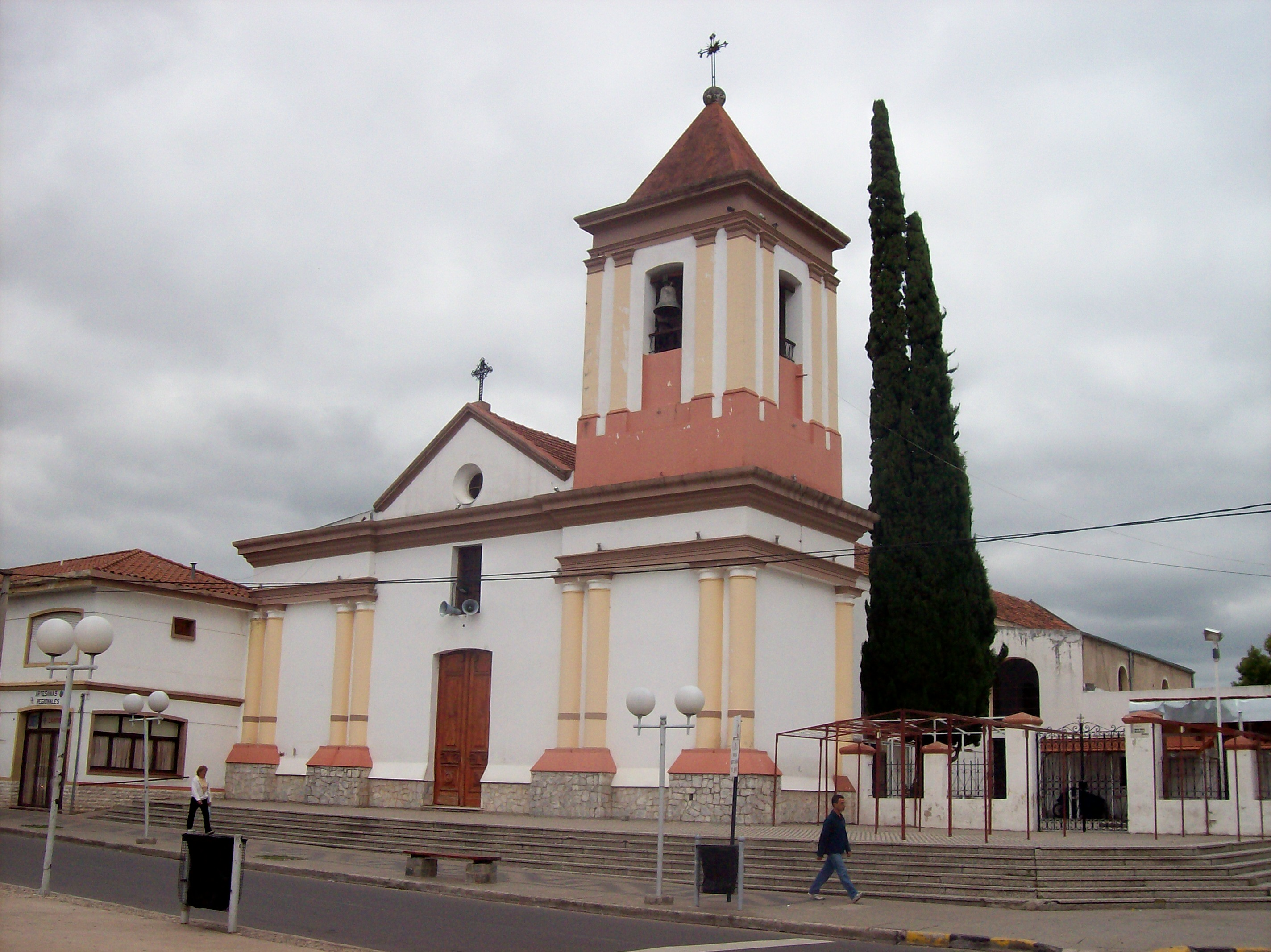
Parroquia Nuestra Señora del Rosario.

Comprende desde la llegada de los españoles hasta el período independentista. Jerónimo Luis de Cabrera a su llegada al actual  territorio cordobés envía su teniente Lorenzo Suárez de Figueroa a censar la zona. Este era el encargado del reparto de tierras y encomendados. Las divisiones se hacían en estancias, solares, postas y mercedes. Las primeras encomiendas y mercedes de la zona fueron reclamadas para sí por el propio Jerónimo Luis de Cabrera. 
Cosquín es el pueblo más viejo del valle de Punilla. Después de la fundación de Córdoba en 1573 por don Jerónimo Luis de Cabrera, el sitio de Cosquín fue una merced otorgada a don Pablo de Guzmán hacia 1594/98. Fallecido aquel, las tierras y encomiendas quedaron vacantes hasta que en 1625 el gobernador del Tucumán las otorga a su nieto Luis de Tejeda y Guzmán que fuera el primer poeta argentino, quien organizó en esos predios una estancia, donde había ranchos y una capilla, pasando las mismas luego al Capitán Cristóbal Pizarro, quien la posee en 1693. Ese mismo año se produce la visita al territorio de la actual Provincia de Córdoba del oídor de la Real Audiencia de Charcas, Antonio Martínez Luján de Vargas. Este se encuentra a pobladores originarios trabajando en la Estancia de Cosquín, sin reconocimiento de los derechos que les habían reconocido las Leyes Nuevas, especialmente el derecho a la tierra. Es por eso que, luego de escuchar sus declaraciones en la Ciudad de Córdoba, ordena se les entreguen tierras de la estancia del encomendero Cristóbal Pizarro, hecho que se produce el 20 de febrero de 1694, estableciéndose así el Pueblo de indios de Cosquín. El Pueblo de Cosquín aparece desde entonces en diferentes censos y padrones realizados en diferentes fechas, pudiéndose observar una continuidad como entidad territorial.

### Cosquín en la Argentina independiente
En 1817 se produce la compra de tierras de la zona de Las Tunas y San Buenaventura por parte de la comunidad indígena del pueblo de Cosquín a la orden religiosa de los padres de la Orden de los Hermanos Betlemitas, que anexan a las tierras de la comunidad.

En la década de 1870, algunos vecinos de Cosquín realizan un pedido al gobierno Provincial para que se demarque una "villa" en el territorio. Entre los vecinos firmantes puede leerse el nombre de Próspero Molina, hombre nacido en Catamarca quien llegó a Córdoba en el año 1860 para trabajar en la zona de San Roque en una empresa de traslados de mercancía.Comprometido con su pueblo, Molina tendría una hoja destacada en la historia de la ciudad cabecera del Valle de Punilla en los años subsiguientes y su nombre permanecería arraigado en la plaza central donde actualmente se realiza el Festival Nacional de Folklore.Fue en 1876 cuando el Departamento Topográfico de Gobierno, una vez analizado el pedido de Cosquín, deja de manifiesto la conveniencia de fundar una Villa considerando los aspectos naturales y topográficos, además de la creciente población que ya superaba las dos mil personas. Así, un 4 de agosto de 1876 el Poder Ejecutivo de la Provincia de Córdoba decreta la creación de la Villa de Cosquín.

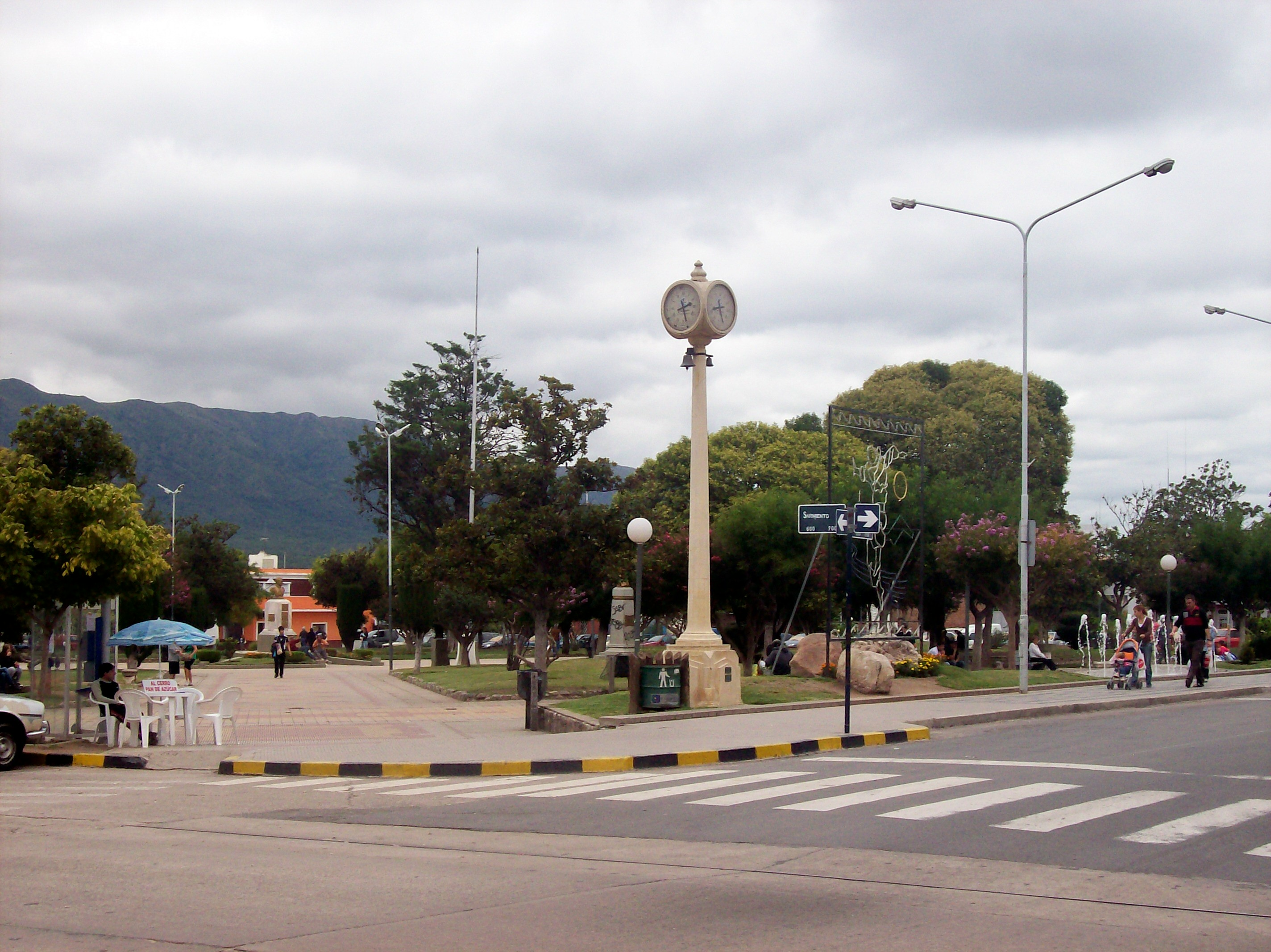
Cosquín desde las calles Salta y Sarmiento esquina Jaime Dávalos.

En fecha 5 de septiembre de 1877 el agrimensor don Benjamín Domínguez, vocal del Departamento Topográfico de la Provincia de Córdoba, bajó al lugar denominado Cosquín para dar cumplimiento al Decreto del Superior Gobierno de la provincia, de fecha 20 de agosto de 1877 que mandaba delinear la "Villa de Cosquín". Así, junto con los miembros designados para constituir la comisión sindical se reunieron el día 9 en casa del Sr. don Próspero Molina y procedieron a designar presidente al Sr. don Palemón Carranza, vicepresidente al Sr. Molina, Secretario al Sr. Enrique Cook, y vocales a los Sres. Guillermo E. Gordon y Uladislao Sánchez Osorio. Dicha comisión acordó fijar el número de manzanas y plazas que debía contar la villa y se fijó el de cincuenta manzanas, de las que dos se destinarían para plazas, siendo la principal de estas la que se ubicará a dos cuadras al sud de la casa del Sr. Molina. La segunda plaza (hoy San Martín) se haría al sur de la primera y se acordó dejar una calle entre la acequia (hoy convertida en bulevar) y la plantación de la villa, la que sería de igual ancho que las otras calles.
Una vez concluida la delineación de la planta se establecieron quintas en el terreno regado comprendido entre la acequia y el río. 
El agrimensor dejó constancia de que el juez o curaca de los indios de Cosquín que se dicen dueños de la villa se opuso, alegando que eran tierras que les pertenecían por compra hecha a los padres Belermos (Betlemitas) y agrega que no habiendo exhibido documentación o comprobante alguno consideró que lo expuesto era meramente arbitrario pues conocía que los documentos otorgados por los padres son de 1817, presumiendo con algún fundamento que la línea con que se vendieron debe pasar como quinientos metros más al oeste, con lo que dio por terminada la operación el 6 de octubre de 1877, siendo aprobada por el departamento topográfico el 3 de noviembre de 1877.
El 10 de octubre de 1883 se dictó ley disponiendo la creación de una institución municipal, lo cual hasta 1899 no se había producido por lo cual los vecinos elevaron un petitorio al ministro de gobierno Dr. José Figueroa Alcorta pidiendo que se cumpla con lo dispuesto en dicha ley, dado el "adelanto material y moral de la villa y su gran población".
Vista la petición precedente el departamento de gobierno expidió decreto el 22 de abril de 1890 suscripto por Juárez y Figueroa Alcorta, convocando a elecciones para el día 4 de mayo a fin de elegir Intendente Municipal y 6 vocales que compondrían al Concejo Deliberante.

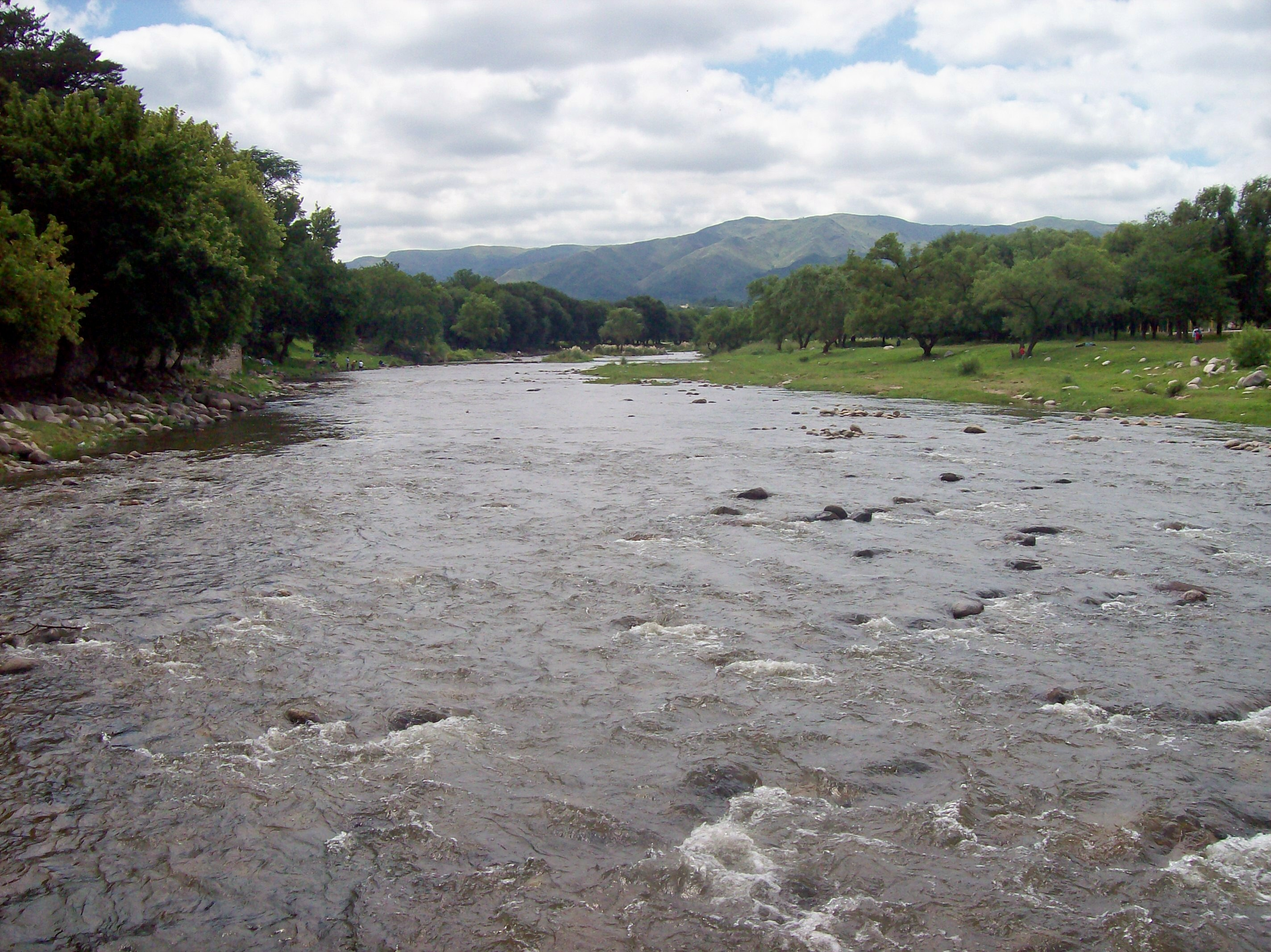
Río Cosquín.

Ese día concurrieron al atrio parroquial los señores conjueces nombrados por el senado de la provincia para integrar la mesa receptora de sufragios quienes fueron los Sres., Juan F. Bustos (presidente), Pío Ocantos, Marcelino Moyano, Restituto Arias y Toribio Gómez, quienes recepcionaron 69 votos, resultando del correspondiente escrutinio que resultaron elegidos con 45 votos don Juan F. Bustos para intendente y Toribio A. Gómez, Marcelino Moyano, Candelario Martínez, Vidal Bustos y Clodomiro Fratelli para vocales del Consejo Municipal, habiéndose dictado con fecha 15 de marzo de 1890 la primera ordenanza municipal que contaba con 13 artículos.
El siguiente intendente fue don Agustín Marcuzzi, hombre de empresa y de progreso quien impulsa la traza de calles e instala la luz eléctrica que reemplaza los viejos faroles a querosene de hierro forjado que había cada dos cuadras.
El 26 de agosto de 1939 se eleva a la antigua villa a la categoría de ciudad por Decreto n.º 3829 del gobierno provincial.
Así, desde fines del siglo XIX, integrantes de familias pudientes de Buenos Aires y Córdoba tenían su casa-quinta de veraneo en Cosquín (como por ejemplo los Bouquet, Elías Romero, Martínez Zuviría -hoy algunos barrios de la ciudad, llevan esos nombres o los de sus estancias: Quinta Bouquet, Puente Zuviría, La Mandinga, etc-), lo que implicaba que esto, fuera la percepción del valor turístico de la zona del Valle de Punilla. Esto facilitó emprendimientos con aspiraciones turísticas. Fue entonces cuando en 1961 se da comienzo al Festival Nacional del Folklore por iniciativa de una comisión creada al efecto que estaba entre otros, constituida por los médicos Reynaldo Wisner, Santos Sarmiento y el cura párroco Héctor María Monguillot.
El primer festival se llevó a cabo sobre la ruta (calle San Martín), frente a la plaza Próspero Molina y la iglesia, donde se construyó un escenario provisorio en su intersección con la calle Salta. Esto que dio lugar a una protesta y posterior conflicto con la Dirección Nacional de Vialidad, que sentía avasallada su propiedad y sus derechos, avalando lo decidido el entonces intendente, Sr. Bergese por considerar que era el único responsable de lo que se resolvía en el ejido municipal. El escenario se construyó de vereda a vereda y también se proveyó de una precaria platea consistente en algunas hileras de sillas y bancos. Al año siguiente, y dada la buena acogida del público en general y el turismo en particular, se repitió el intento agregando mayor cantidad de asientos a la platea, con madera donada por una empresa de automóviles. Se crea en esa oportunidad el Ateneo Folklórico de Cosquín, donde folklorólogos y folkloristas concurren a las charlas y conferencias dictadas sobre temas como cursos para maestros de frontera, antropología, arqueología, artesanía, cultura aborigen.
En octubre de 1962, se reunió una asamblea en el club de ajedrez con asistencia del comisionado municipal Dr. Reyes Contreras y Secretario municipal, Sr. Gutiérrez Herrero donde el Dr. Reynaldo Wisner, por la Comisión, propone trasladar el escenario a la plaza Próspero Molina, idea que es apoyada por el arquitecto Francisco Núñez y el médico Santos Sarmiento, quienes se fundan en un dictamen del arquitecto Lapadula de la ciudad de Córdoba, el cual contó con la aprobación general, pero no fue favorablemente acogido por el intendente. Se organiza entonces una peña gigante en las calles San Martín y Mallín y allí se propone acopiar en 48 horas materiales en la plaza para empezar las obras, pese a la negativa municipal, ante cuyos hechos cedió la intendencia y entregó su autorización para que el tercer festival se realizara en la plaza como acontece hasta la fecha.
El folklore ha sido desde entonces uno de los más fuertes motores turísticos de la ciudad. Es así como desde el año 2008 se crean dos fiestas más que se desarrollan durante los meses de julio y octubre. El Cosquín de Peñas: 9 lunas de folklore con artistas de todo el país en el primer circuito peñero de la Argentina, y La Fiesta del Duende, donde Cosquín se baña de colores, música y sueños, invadiendo de fiesta todos los rincones de la ciudad.

### Salud
Hacia principios de 1900, Cosquín fue tomado como zona terapéutica, debido a su microclima. En esta ciudad se crearon las pensiones para los enfermos de tuberculosis. La mayoría de las personas que vivían en estas pensiones eran adineradas, sus familiares les enviaban dinero mensualmente y el encargado de pagar los giros, era el jefe de correos, Don Palemón Carranza. Sin embargo, aquellos que no poseían familiares, se trasladaban con todos sus bienes, que invertían en la región, quedando a su muerte, todo a disposición del estado.
La amenaza de la tuberculosis retrocede, cuando en 1950, Alexander Fleming descubre la penicilina. Se recetan cócteles de bacteriostáticos + antibióticos (mientras que la prevención de la TBC se trata eficazmente con la vacuna de Heinrich Koch). En este punto. se inicia la decadencia de los Hospitales de Altura (como los actuales Hospitales Colonia Santa María, hoy convertido en hospital neuropsiquiátrico, y el Hospital Domingo Funes, transformado en hospital polivalente) y de Llanura (uno en Pergamino), llegando el fin de la terapia de "descanso en zonas secas y asoleadas". Por ese entonces. Cosquín sufre diez años de decadencia debido a que un factor de movimiento económico de la ciudad, eran los enfermos de tuberculosis.

### El barrio Remembranza
Es uno de los barrios más característicos de la ciudad. Allá por el año 1920 la planta urbana de Cosquín estaba limitada por las vías del ferrocarril al oeste y al este una acequia que seguía la traza del hoy Bv. Mosconi, que fuera conocido hasta hace pocos años como Bv. Acequia. Desde estos límites se extendían tierras poco habitadas. Al oeste eran terrenos de la llamada Comunidad Indígena, carentes de títulos, y por ello frenadas en su desarrollo. Al este estaban las quintas que proveían de verduras y frutas y que fueron transformándose en barrios: Remembranza, Los Carolinos, Quinta Bouquet, etc.
Antes de la construcción del Puente Carretero, el río Cosquín se atravesaba por un precario vado ubicado en la prolongación de la calle Tucumán y se continuaba por la calle, hoy Fray Mamerto Esquiú. Antes del ingreso al vado salía una senda para carros en la ribera del río, que solía ser utilizada por los que extraían arena y piedras del lecho del mismo.
Remembranza fue también originariamente una quinta de 7 hectáreas de un terreno sensiblemente llano, con un débil declive hacia el río, es decir hacia el norte y el este. La ribera se destacaba por una hermosa línea de sauces llorones, que casi han desaparecido debido la desaprensión de muchos turistas que hacían fuego junto a sus troncos, a la acción de crecientes estivales que socavaron sus raíces y al desinterés por parte de la comuna en preservar el ambiente.
 
La tierra era sumamente apta para los cultivos y la cría de animales tales como, gallinas, conejos, cerdos y vacas.

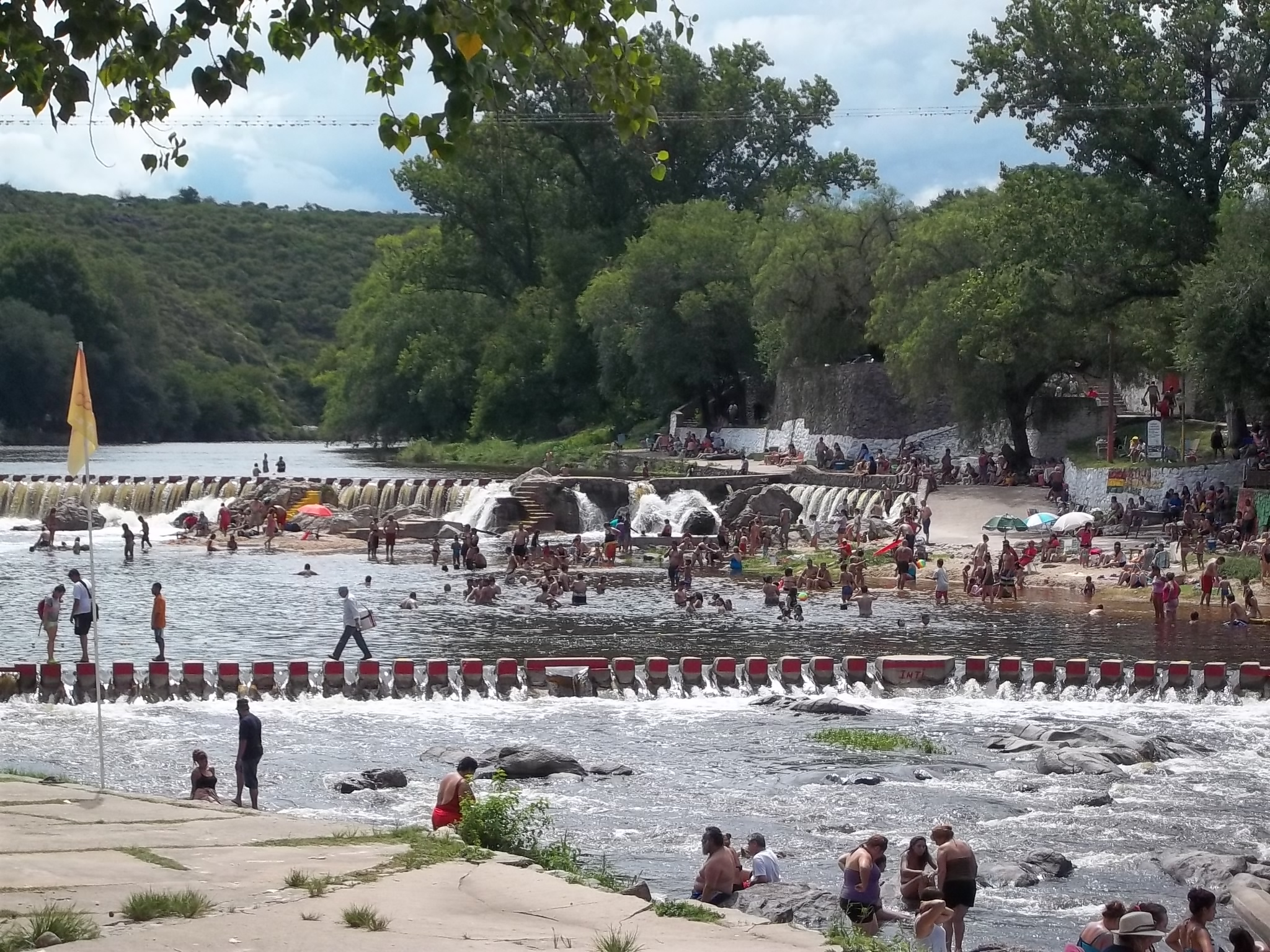
El Balneario La Toma, próximo a la ciudad de Cosquín, es el lugar de convergencia de todos aquellos que quieren refrescarse frente al calor estival.

Estaba ubicada entre la actual calle Tucumán, y la curva que describe el río Cosquín. El ingreso era por la calle Tucumán donde existió hasta la década del 60 un guardaganado, por lo cual fue en sus comienzos algo parecido a un “barrio cerrado” ya que no contaba con otra calle de entrada.
En el año 1946, el Dr. Juan Antonio Fontán la adquirió a su anterior propietario, el Sr. Félix Ratto. Al principio continuó la explotación rural y luego de efectuar remodelaciones en el edificio y diversas mejoras, trasladó su familia a la misma, estableciéndola como su vivienda permanente. Por diversos motivos hacia el año 1950 decidió efectuar un loteo. A este efecto procedió a la apertura de calles, instalación de red de agua corriente, luz domiciliaria, alumbrado público y arbolado, destacándose los álamos de sus veredas que lamentablemente no se conservaron. A las calles se les impuso nombres relacionados con las letras, siendo las dos más importantes la Rubén Darío, por el poeta nicaragüense, y Carlos Guido y Spano, poeta argentino. Comenzó luego con la venta de lotes. De esta forma se fue conformando un barrio eminentemente residencial, habitado por familias de profesionales, comerciantes, empleados públicos.
En el año 1970 se efectuó la pavimentación de las calles y se mejoró el alumbrado público beneficiando grandemente a este sector. 
Sobre la base de la antigua quinta en años posteriores se efectuaron otros loteos adyacentes que quedaron incorporados al barrio, manteniendo una gran unidad en su carácter residencial y perfil humano. Estos loteos fueron: el ubicado entre la calle Tucumán, la avenida San Martín (Ruta Nacional 38), y el río con una superficie de una hectárea y media; el resultante de la subdivisión de la quinta de Don Elías Romero que contaba con casi 10 hectáreas; de los terrenos del Dr. José Reyes Contreras —quien fue dos veces Intendente Municipal— de una hectárea, donde se construyó un plan de viviendas financiado por el Banco Hipotecario S.A. Nacional; otra fracción perteneciente al Escribano Salvador León, en la que se abrieron las calles Gaucho Rivero y Soberanía Nacional. Todos estos lotes fueron rápidamente edificados, siendo en estos momentos pocos los baldíos. Por estos años, gracias a la donación que hiciera el Dr. Fontán, se destinaron dos lotes para la continuación de las calles Santa Fe y Guido Spano que facilitaron la conexión del barrio con la ciudad.
En el año 1971 se ejecutó una pequeña plazoleta en el extremo de la calle Tucumán junto al río y se levantó un monumento a la Madre con una escultura realizada por un excelente artista, el Profesor Carlos H. Zárate, que luego fue trasladada a otro Centro Vecinal. Se encargó entonces una nueva escultura a la Escuela Municipal de Cerámica “Huanquero” que es la obra que existe actualmente, cuyas autoras fueron Graciela Cejas y Elvira de la Torre. También se remodeló la plazoleta y se la denominó paseo de los Poetas. En este lugar se realizan desde hace varios años, gracias a la iniciativa y el trabajo del Centro Vecinal, los festejos del Día de la Madre a los que concurren autoridades locales, invitados especiales, representantes de Centros Vecinales y gran cantidad de público.
El Centro Vecinal, por iniciativa de su Presidenta la Sra. Marta Geranio reconociendo al Dr. Fontán como el fundador del barrio y en homenaje a sus múltiples actividades en pro del bien común, gestionó ante las autoridades municipales destinar un espacio verde ubicado en la esquina de las calles Japón y Guido Spano para la ejecución de una plazoleta que lleva su nombre y con el aporte de dicho Centro fue parquizada, embellecida y dotada de juegos infantiles.

## Demografía
Cuenta con 25 461 habitantes (Indec, 2022), lo que representa un incremento del 28,5% frente a los 19 815 habitantes (Indec, 2010) del censo anterior. Cosquín y el aglomerado urbano que forma con sus vecinas (Santa María de Punilla y Bialet Massé) en una ciudad lineal a lo largo de la Ruta Nacional 38, ha sido denominado por el INDEC Cosquín - Santa María de Punilla - Bialet Massé, contando con un total de 53 516 habitantes (Indec, 2022).
Cosquín forma parte del Gran Córdoba, y es la segunda ciudad más poblada del departamento Punilla.
En la actualidad, los barrios que mayor expansión demográfica poseen son los ubicados al norte y noreste, tales como Molinari, El Condado y Villa Pan de Azúcar.
| Gráfica de evolución demográfica de Cosquín entre 1980 y 2022 |
|                                                               |
| Fuente: Censos nacionales del INDEC                           |

## Toponimia
El arqueólogo Aníbal Monte en su libro "Nomenclador cordobense de toponimia autóctona" menciona que "Camín Cosquín" en lengua comechingón significaría "Valle Hermoso" o "Valle de la Buena Vista" (de Cami= valle, Cos=buena Chin=vista).
Otras versiones tradicionales relacionan el nombre de Cosquín al de Cuzco (Cosquín significaría "Cuzco chico", derivado de "Cuzquín"). Pero está comprobado que no hubo vinculación directa entre los comechingones y el Tawantinsuyu antes de la llegada de los españoles.Sin embargo se explica fácilmente el uso de la toponimia quechua —generalmente hibridada con el castellano— (en las sierras de Córdoba y San Luis etc.) porque los misioneros católicos usaron frecuentemente el runa simi o quechua como lengua vehicular o en todo caso como lengua general en casi todo el Cuyo, Noroeste Argentino y las Sierras Pampeanas.
También están quienes sostienen que es el nombre de un antiguo jefe comechingón. 

## Geografía

### Clima
El clima es templado de transición, con las cuatro estaciones del año bien diferenciadas. Las precipitaciones se hacen presentes en los meses de primavera, verano y parte del otoño. Las tormentas eléctricas son comunes entre los meses de octubre-marzo, las cuales a veces viene acompañadas de granizo y lluvia torrencial en muy poco tiempo. La media anual de lluvias es alrededor de 700 mm. La temperatura promedio anual es de 16,4 °C.
Los veranos presentan días calurosos o muy calurosos y noches agradables. En esta época se presentan las lluvias y tormentas más intensas. Las temperaturas máximas suelen alcanzar marcas por encima de los 35 °C, incluso 40 °C.
El otoño es cálido en la primera mitad y finalizando templado en la segunda mitad. Las precipitaciones van disminuyendo a medida que se acerca el invierno. A mediados de mayo, suelen darse las primeras heladas.
El invierno es muy seco con temperaturas templadas de día y frías de noche, con mayoría de días soleados. Las temperaturas bajo cero y las heladas se hacen habituales en las noches y mañanas. Las nevadas se dan de forma ocasional y no ocurren todos los años, las cuales no son muy abundantes en cuanto a acumulación y duración. En el mes de agosto principalmente, es muy recurrente el fuerte viento norte en la zona, lo que sumado a la estación seca que atraviesa la Provincia de Córdoba en esta época, propicia la propagación de incendios forestales en las sierras.
En la primavera, sobre todo en la primera parte, se suelen dar días muy fríos con características invernales, o muy calurosos. El viento norte es un factor recurrente de esta época también y empiezan a hacerse presentes las precipitaciones. Octubre es un mes muy inestable.
| Parámetros climáticos promedio de Cosquín                                              | Parámetros climáticos promedio de Cosquín | Parámetros climáticos promedio de Cosquín | Parámetros climáticos promedio de Cosquín | Parámetros climáticos promedio de Cosquín | Parámetros climáticos promedio de Cosquín | Parámetros climáticos promedio de Cosquín | Parámetros climáticos promedio de Cosquín | Parámetros climáticos promedio de Cosquín | Parámetros climáticos promedio de Cosquín | Parámetros climáticos promedio de Cosquín | Parámetros climáticos promedio de Cosquín | Parámetros climáticos promedio de Cosquín | Parámetros climáticos promedio de Cosquín |
| Mes                                                                                    | Ene.                                      | Feb.                                      | Mar.                                      | Abr.                                      | May.                                      | Jun.                                      | Jul.                                      | Ago.                                      | Sep.                                      | Oct.                                      | Nov.                                      | Dic.                                      | Anual                                     |
| -------------------------------------------------------------------------------------- | ----------------------------------------- | ----------------------------------------- | ----------------------------------------- | ----------------------------------------- | ----------------------------------------- | ----------------------------------------- | ----------------------------------------- | ----------------------------------------- | ----------------------------------------- | ----------------------------------------- | ----------------------------------------- | ----------------------------------------- | ----------------------------------------- |
| Temp. máx. media (°C)                                                                  | 29.9                                      | 28.4                                      | 25.4                                      | 22.7                                      | 19.9                                      | 17                                        | 17.1                                      | 19.4                                      | 21.8                                      | 23.9                                      | 26.8                                      | 29.4                                      | 23.5                                      |
| Temp. media (°C)                                                                       | 22.6                                      | 21.4                                      | 18.8                                      | 16                                        | 13.2                                      | 10.4                                      | 10                                        | 11.5                                      | 14.1                                      | 16.8                                      | 19.4                                      | 22.2                                      | 16.4                                      |
| Temp. mín. media (°C)                                                                  | 15.4                                      | 14.5                                      | 12.2                                      | 9.4                                       | 6.6                                       | 3.9                                       | 3                                         | 3.6                                       | 6.5                                       | 9.8                                       | 12.1                                      | 15.1                                      | 9.3                                       |
| Precipitación total (mm)                                                               | 103                                       | 91                                        | 97                                        | 35                                        | 32                                        | 12                                        | 14                                        | 11                                        | 21                                        | 83                                        | 84                                        | 90                                        | 673                                       |
| Días de precipitaciones (≥ 1 mm)                                                       | 15                                        | 13                                        | 10                                        | 7                                         | 5                                         | 2                                         | 3                                         | 3                                         | 4                                         | 10                                        | 10                                        | 11                                        | 93                                        |
| Fuente: http://es.climate-data.org/location/19859/ Fecha de acceso: 20 de mayo de 2011 |                                           |                                           |                                           |                                           |                                           |                                           |                                           |                                           |                                           |                                           |                                           |                                           |                                           |

## Servicios públicos y utilidades
El agua potable de la ciudad es provista por la Cooperativa de Agua, y extraída en su mayor parte del río Cosquín y del Yuspe. En el camino mallín se encuentra la Cooperativa de Agua.
La energía eléctrica es provista por la empresa EPEC.
La tubería de gas natural atraviesa a la ciudad, aunque la conexión domiciliaria es escasa.
La ciudad cuenta con telefonía e internet provista por Telecom y de servicio de televisión paga.

## Infraestructura
En cuanto a infraestructura vial, cabe destacar que la ciudad de Cosquín es la única del Valle de Punilla que ha estado a la altura de las circunstancias a la hora de abordar el problema del colapso de la Ruta nacional 38; Para ello, se optó por construir una autovía de circunvalación que corre por el este del casco urbano, facilitando al tráfico el paso por la ciudad de una manera más ágil y segura.
También se construyó un segundo puente sobre el río Cosquín en el ingreso norte al centro de la ciudad.

## Medios de transporte
Las empresas Ersa, Lumasa, Cooperativa La Calera, Transierras y Sarmiento brindan servicio en la ciudad.
Sarmiento, además, posee una línea especial que opera el recorrido de la desaparecida empresa "20 de Junio".

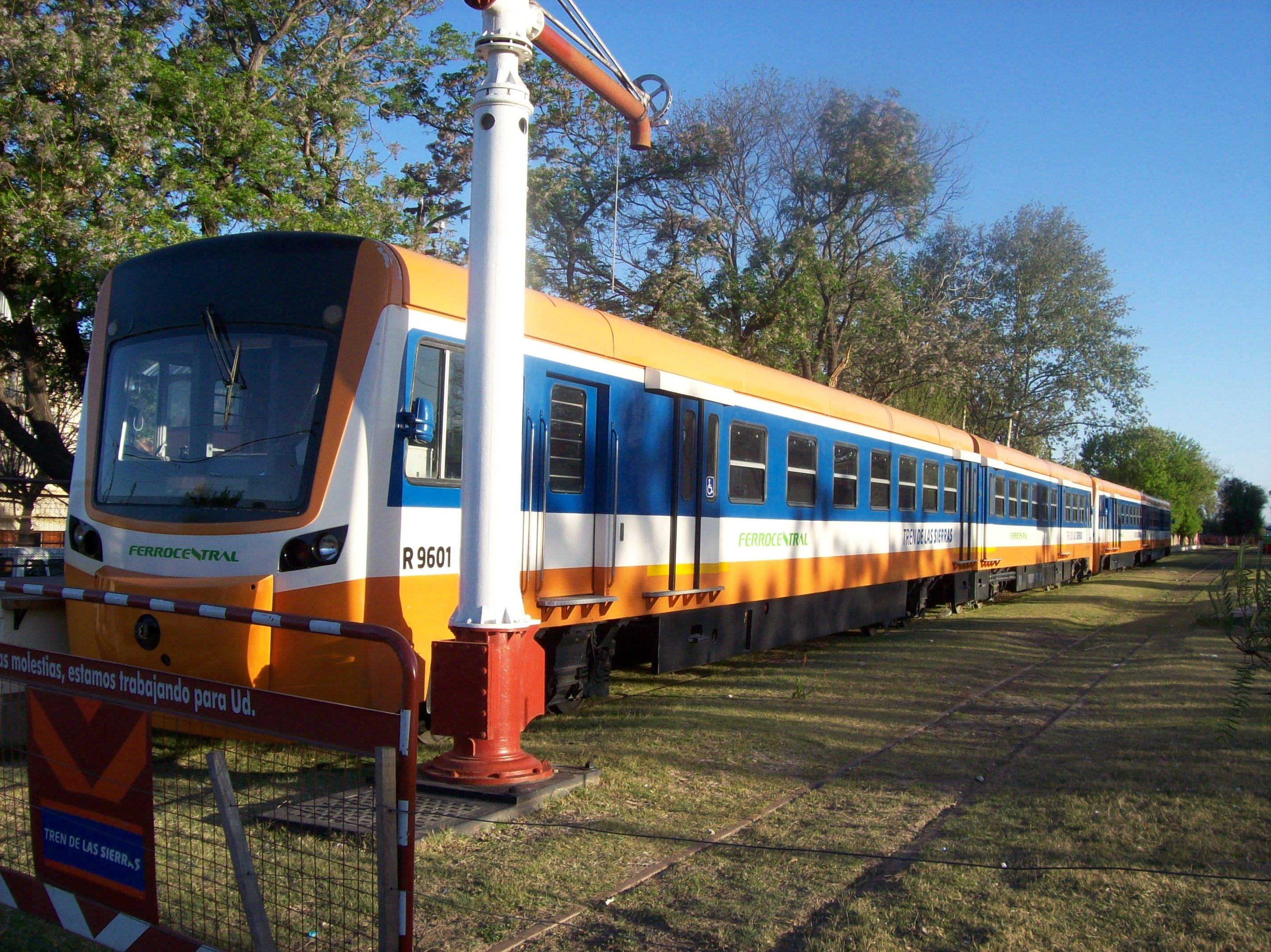
Formación del Tren de las Sierras en la Estación Cosquín.

La ciudad cuenta con una estación de autobuses ubicada en el centro, frente a la estación de ferrocarril; en la misma, además de agencias de venta de pasajes, hay restaurantes, baños, kiosco, entre otras facilidades.
A lo largo de la ciudad existen numerosas paradas de bus; si es abordado en una de ellas, se abonará con efectivo dentro de la unidad.

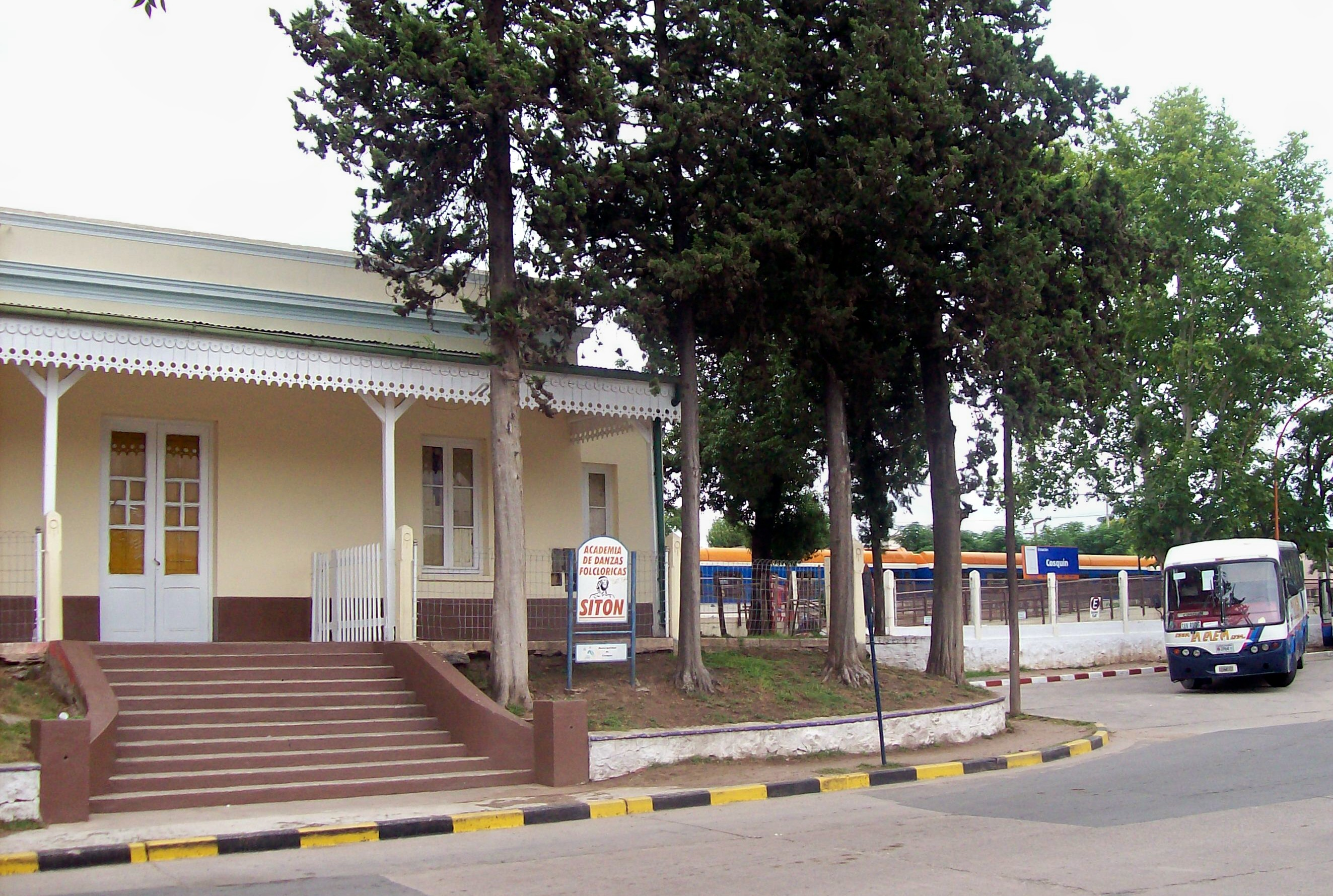
Estación Cosquín del Tren de las Sierras.

La estación de ferrocarril, es la estación donde finaliza su recorrido el Tren de las Sierras, que proviene de la ciudad de Córdoba. Presta tres servicios ida y vuelta cada día hábil entre cabeceras.
Las empresas de buses La Calera y Sarmiento  poseen en la ciudad algunos de sus centros operativos donde se guardan o reparan las unidades.
| Autobuses             | Autobuses                              | Autobuses |
| empresa               | línea                                  | destinos |
| --------------------- | -------------------------------------- | --- |
| Cooperativa La Calera | Córdoba-Cosquín por E55                | Córdoba, La Calera, San Roque, Bialet Massé, Santa María de Punilla. |
| Cooperativa La Calera | Córdoba-La Falda por E55               | Córdoba, La Calera, San Roque, Bialet Massé, Sta. María de Punilla, Casa Grande, Valle Hermoso, La Falda. |
| Cooperativa La Calera | Córdoba-Cosquín por variante           | Córdoba, San Roque, Bialet Massé, Santa María de Punilla. |
| Cooperativa La Calera | Córdoba-La Falda por variante          | Córdoba, San Roque, Bialet Massé, Santa María de Punilla, Casa Grande, Valle Hermoso, La Falda. |
| Empresa Sarmiento     | Córdoba-Cruz del Eje por San Roque     | Córdoba, San Roque, Bialet Massé, Sta. María de Punilla, Casa Grande, Valle Hermoso, La Falda, La Cumbre, Capilla del Monte, San Marcos Sierras, Cruz del Eje. |
| Empresa Sarmiento     | Córdoba-Cruz del Eje por Ruta 20       | Córdoba, Villa Carlos Paz, Va. Santa Cruz del Lago, parque Síquiman, Bialet Massé, Sta. María de Punilla, Casa Grande, Valle Hermoso, La Falda, La Cumbre, Capilla Del Monte, Cruz del Eje.                                                                            |
| Empresa Sarmiento     | Córdoba-Villa Dolores por Cruz del Eje | Córdoba, Villa Carlos Paz, Va. Sta. Cruz del Lago, parque Síquiman, Bialet Massé, Sta. M. de Punilla, Casa Grande, Valle Hermoso, La Falda, La Cumbre, Capilla del Monte, Cruz del Eje, Va. de Soto, San Carlos Minas, Cura Brochero, Mina Clavero, Nono, Va. Dolores. |
| Empresa Sarmiento     | Cosquín-Bialet Massé urbano            | Bialet Massé, Santa María de Punilla. |
| Empresa Sarmiento     | Urbano A                               | Calles San Martín y Caseros, hasta Obispo Bustos y Perón, Cementerio. |
| Empresa Sarmiento     | Urbano B                               | Centro Integrador Comunitario hasta barrio Villa Pan de Azúcar. |
| Empresa Transierras   | Córdoba-La Cumbre diferencial          | Córdoba, Bialet Massé, La Falda, La Cumbre. Expreso |
| Empresa Transierras   | Córdoba-La Falda diferencial           | Córdoba, Bialet Massé, La Falda. Expreso |
| Empresa Lumasa        | Córdoba-La Falda                       | Córdoba, Villa Carlos Paz, Va. Santa Cruz del Lago, parque Síquiman, Bialet Massé, Valle Hermoso, Casa Grande, La Falda. |
| Empresa Ersa          | Córdoba-Cruz del Eje                   | Córdoba, Villa Carlos Paz, Va. Santa Cruz del Lago, parque Síquiman, Bialet Massé, Valle Hermoso, Casa Grande, La Falda, La Cumbre, Los Cocos, Capilla del Monte, Cruz del Eje.                                                                                        |

| Autobuses Larga Distancia  | Autobuses Larga Distancia  | Autobuses Larga Distancia |
| empresa                    | línea                      | destinos |
| -------------------------- | -------------------------- | --- |
| Urquiza/Sierras De Córdoba | Retiro-Capilla del Monte   | Buenos Aires-Retiro, Escobar, Campana, Rosario, Armstrong, Bell Ville, Marcos Juárez, Villa María, Oliva, Oncativo, Laguna Larga. |
| Urquiza/Sierras De Córdoba | La Plata-Capilla del Monte | La Plata, Quilmes, Llavallol, Rosario, Armstrong, Bell Ville, Marcos Juárez, Villa María, Oliva, Oncativo, Laguna Larga.          |
| Buses Lep                  | Retiro-Capilla del Monte   | Buenos Aires-Retiro, Escobar, Campana, Rosario, Bell Ville, Marcos Juárez, Villa María.                                           |
| El Práctico                | Retiro-Capilla del Monte   | Buenos Aires-Retiro, Escobar, Campana, Rosario, Bell Ville, Marcos Juárez, Villa María, Oliva, Oncativo, Laguna Larga.            |
| Cata Internacional         | Córdoba-Mendoza            | Milagro, Chepes, Vallecito, Caucete, San Juan, Jocolí, Mendoza.                                                                   |
| Chevallier                 | Capilla del Monte-Retiro   | Villa María, Rosario, San Nicolás, Campana, Escobar, Thames, Buenos Aires-Retiro.                                                 |
| TUS                        | Río Cuarto-La Falda        | Alta Gracia, Almafuerte, Berrotarán, Alcira Gigena, Río Cuarto.                                                                   |
| El Práctico                | Capilla del Monte-Paraná   | Arroyito, Devoto, San Francisco, Angélica, Santo Tomé, Santa Fe, Paraná.                                                          |
| Vía Tac                    | La Falda-La Plata          | Villa María, Bell Ville, Campana, Pacheco, Morón, Buenos Aires-Liniers, Quilmes, La Plata.                                        |
| Vía Bariloche              | La Falda-La Plata          | Villa María, Bell Ville, Campana, Morón, Buenos Aires-Liniers, Buenos Aires-Retiro, La Plata.                                     |
| Urquiza/Sierras De Córdoba | Córdoba-Saujil             | Chañar, Chamical, Patquía, La Rioja, Aimogasta, Pajonal, Saujil.                                                                  |

| Ferrocarril         | Ferrocarril                       |
| línea               | destinos                          |
| ------------------- | --------------------------------- |
| Tren de las Sierras | Córdoba, San Roque, Bialet Massé. |

## Economía
Durante casi todo el siglo XX la principal actividad económica de esta ciudad se ha centrado en el turismo, ya desde fines de siglo XIX hubo un turismo terapéutico que parece haber tenido sus antecedentes, ya casi en los inicios del siglo XIX, en las temporales residencias de descanso de próceres como José de San Martín y Manuel Belgrano en algunas de las postas del Valle de Punilla.

Sin embargo es desde los 1960 que el perfil turístico de Cosquín cambia radicalmente al instituirse el Festival Nacional del Folklore, desde esa época los meses de enero suelen congregar a multitudes de argentinos y extranjeros para apreciar los espectáculos de música y canción folclórica argentina, así como la asistencia a sus "peñas" o a las ferias de artesanías.

Por otra parte la incipiente ciudad mantiene lugares amenos y hasta bucólicos plenos de naturaleza para visitar como es el caso de las orillas del río Cosquín y del río Yuspe, o los ascensos mediante aerosilla a la cima del cerro Pan de Azúcar, o las visitas al circuito de motocross y, merced a la ubicación de Cosquín en el centro del Valle de Punilla la fácil y rápida excursión por excelentes rutas a gran cantidad de ciudades y lugares vecinos: Carlos Paz, La Falda, La Cumbre, Los Cocos, Capilla del Monte, el cerro Uritorco, entre otros.

## Salud
Existen en la localidad los siguientes establecimientos:
Hospitales y clínicas
- Hospital Municipal Dr. Armando Cima
- Clínica Privada San Antonio
- Clínica Privada Sarmiento

Dispensarios municipales (de 8:00 a 12:00)
- Barrio Los Hornos
- Centro Integrador Comunitario - barrio San José Obrero
- Barrio El Ancón
- Barrio Colinas de Mallín

Servicios de emergencia médica
- Centro Regional de Emergencias Médicas (CREMED)
- Servicio de Emergencia Privado SAS

Centros de salud
- Centro Regional Enfermedades Renales e Hipertensión Arterial (CERMA)
- Centro Radiológico

## Deportes
Existen numerosos clubes y gimnasios en la ciudad. Además, la geografía del lugar permite realizar numerosas actividades al aire libre en las montañas o en los espacios verdes del área urbana.

### Clubes deportivos
- Club de Ajedrez, Social y Deportivo Cosquín
- Club Atlético Universitario
- Club Atlético Independiente
- Club Atlético Tiro Federal
- Club Polígono del Tiro Federal Argentino
- Asociación Comercial de Deportes
- Club de Tenis Río Cosquín
- Club de Pescadores, Cazadores y Náutico Punilla de Cosquín
- Complejo El Tala
- Círculo Italiano de Cosquín
- Complejo Tibidabo

### Gimnasios
- Gimnasio C.I.F.A. Crystal GyM
- Gimnasio Physical Fitness
- Gimnasio Ruben's
- Gimnasio Centro
- SPARTAN CLUB

## Educación

### Bibliotecas
- Biblioteca Popular Nicolás Avellaneda

### Jardines de infantes
- Pamela
- Dr. José Francisco Mieres
- Brig. Juan B. Bustos
- Parroquial Pío XII
- Instituto Sagrada Familia
- Centro de Educación Infantil y Jardín Maternal colegio El Tala

### Colegios primarios
- Escuela Julio Argentino Roca
- Escuela José Francisco Mieres
- Escuela Brigadier Juan B. Bustos
- Escuela Sagrada Familia
- Escuela Parroquial Pío XII
- Escuela Eduviges Grau de Llabres
- Escuela Especial José Reyes Contreras
- Escuela Nocturna José Ingenieros
- Escuela Edelmiro Maidana

### Colegios secundarios
- Instituto Sagrada Familia
- IPEM N.º 157 Presidente Sarmiento
- Colegio Superior de Cosquín Roque Sáenz Peña
- IPET N.º 60 Mariano Moreno
- Instituto Parroquial Pío XII
- Centro de Educación Nivel Medio para Adultos C.E.N.M.A.

### Nivel terciario
- Profesorado de EGB 3 y Polimodal en Ciencias Políticas
- Profesorado de Nivel Preescolar y Primario Instituto Sagrada Familia
- Brig. Juan B. Bustos
- Parroquial Pío XII
- Instituto Sagrada Familia
- Centro de Educación Infantil y Jardín Maternal colegio El Tala
- Escuela Superior de Bellas Artes "Emilio Caraffa" con orientación en artes y Gestión Sociocultural

### Establecimientos educativos municipales
- Escuela Municipal de Cerámica y Artesanías Huanquero
- Escuela Municipal de Música Blas Parera
- Escuela Municipal de Folklore
- Coro Raíces Coscoínas
- Coro Angelus (femenino)

### Otros establecimientos educativos
- Centro de Capacitación Laboral Cosquín. Escuela del Trabajo

## Cultura

### Música
El festival de máxima envergadura de la ciudad es el Festival Nacional de Folklore que tiene lugar en la plaza Próspero Molina a fines del mes de enero. Durante el desarrollo del mismo, existen además otras peñas que se desarrollan en las calles o en recintos ubicados en el centro de la ciudad. Eventos que se complementan con la gran cantidad de artistas callejeros y de venta de artesanías. Este festival se inauguró a principios de la década de 1960 empujado a nivel nacional por el ministro del Interior doctor Rodolfo Martínez (h) y oficialmente reconocido por el presidente de facto Guido. Los padres del doctor Martínez, Rodolfo Martínez Berrotarán y Rita Achával, sus hijos y sus nietos veraneaban todos los años en Cosquín.
El festival de rock Cosquín Rock, que se celebra en la ciudad vecina de Santa María de Punilla, lleva el nombre de Cosquín porque tuvo sus orígenes en la plaza Próspero Molina.

### En la cultura popular
Cosquín se encuentra íntimamente relacionado con la música folklórica, razón por la cual la ciudad es conocida como La Capital Nacional del Folklore.
Existen varias canciones folklóricas que nombran a Cosquín, como la famosa "Zamba del Cantor Enamorado" de Hernán Figueroa Reyes, el "Himno a Cosquín" de Zulema Alcayaga y Waldo Belloso, que se utiliza en la apertura de cada noche del Festival Nacional del Folklore, 

### Literatura
La ciudad de Cosquín se ofrecen varios centros culturales en los cuales hay muchas jornadas literarias y de poemas durante todo el año. Están los siguientes Centros Culturales: "Agustín Tosco", "Enrique Brizio", "Centro Municipal de Congresos y Convenciones de Cosquín". Donde escritores y escritoras de todos los rincones del país pasan durante el año dando charlas y conferencias.    
Entre los muchos escritores y poetas que viven en los diversos barrios de Cosquín en la actualidad encontramos a: Ulises Pastor Barreiro, Carlos Arístides Carrasco y Daniele Rocco. Todos ellos han sacado alguna publicación literaria o poética relacionado con diversas historias de Cosquín.

### Medios de comunicación
Multimedio informativo Digital
- Multimedios Prisma 24
- 24 Crónica Cosquín HD
- Telediario TD Cosquín

Televisión
- Cablevisión: Canal 7 (cable)
- Canal 2 Cosquín: Canal 33 (aire)

Radio
- 89.5 FM El Faro FM
- 90.3 FM Alfa
- 93.3 FM Radio Cosquín
- 93.7 FM Aquí Cosquín Radio
- 98.3 FM Mágica
- 103.9 FM Inédita

Dichas emisoras cubren Cosquín y alrededores. También se sintonizan emisoras FM y AM de la ciudad de Córdoba y áreas vecinas.
En la ciudad se distribuyen las revistas de anuncios clasificados del Valle de Punilla Yo Publico Web y Guía Delívery.

La TV de paga es provista a través de cable (Cablevisión) y también satelital. También puede recibirse en la localidad por aire los canales de la ciudad de Córdoba 12, 10 y 8.  
El servicio de telefonía es brindado por Telecom. El internet lo brinda Arnet (ADSL), y Fibertel y de manera inalámbrica lo hacen Open Noa, Ynfinity y Conecta.

## Ciudades hermanadas

### Historia
Durante el año 2024 se llevaron a cabo distintos contactos entre las autoridades de la ciudad de Cosquín y autoridades de otras ciudades de Latinoamérica y el mundo para construir vínculos y avanzar hacia convenios de hermanamiento. 
El 28 de noviembre de 2024, el Concejo Deliberante aprobó en sesión ordinaria el primer convenio de hermanamiento firmado entre el intendente de Cosquín Raúl Cardinali y su par de la ciudad de Itauguá en Paraguay. 
El 19 de diciembre de 2024, en un acto conjunto transmitido por videollamada, las autoridades de Cosquín formalizaron el hermanamiento con la ciudad de Kawamata (Fukushima). En dicha ciudad, año a año se realiza el festival de folklore argentino "Cosquín en Japón".

### Ciudades hermanas
- Itauguá, Paraguay

- Kawamata (Fukushima), Japón